# Hippocampus montebelloensis
Hippocampus montebelloensis är en fiskart som beskrevs av Kuiter 200. Hippocampus montebelloensis ingår i släktet Hippocampus och familjen kantnålsfiskar. Inga underarter finns listade i Catalogue of Life.